# Siegfried Graetschus

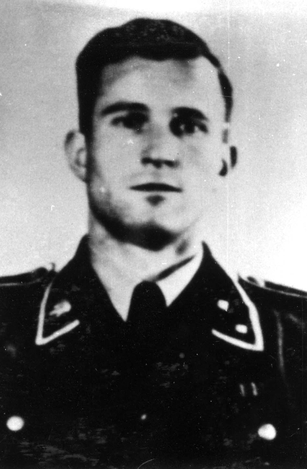
Siegfried Graetschus

Siegfried Graetschus (* 9. Juni 1916 in Tilsit; † 14. Oktober 1943 im Vernichtungslager Sobibor) war als deutscher SS-Untersturmführer Angehöriger der Lagermannschaft im Vernichtungslager Sobibór. Er wurde beim Aufstand von Sobibór am 14. Oktober 1943 von den Lagerinsassen Arkadij Wajspapir und Yehuda Lerner getötet.

## Leben
Graetschus verließ die Schule nach dem Besuch von acht Klassen. Er war von Beruf Bauer. Graetschus wurde am 20. Dezember 1935 Mitglied der SS und 1936 der NSDAP.

## KZ und NS-Tötungsanstalten
Mit Büroarbeit war er in der NS-Tötungsanstalt Bernburg in den Jahren 1940/41 befasst. Anschließend kam er zum Kommandostab ins KZ Sachsenhausen. Als er im Fuhrpark des KZ Buchenwald beschäftigt war, wurde Graetschus mit Lorenz Hackenholt, Josef Oberhauser und Werner Dubois in die Reichskanzlei nach Berlin befohlen, wo sie mit sechs weiteren SS-Unterführern von SA-Oberführer Werner Blankenburg über die geheime „Operation Euthanasie“, die T4-Aktion, informiert wurden. Graetschus war anschließend als Leichenverbrenner in den NS-Tötungsanstalten Grafeneck, Brandenburg und Bernburg tätig. Im Vernichtungslager Belzec war Graetschus an Experimenten an Gaswagen beteiligt, als unter dem Kommando von Christian Wirth ein grau angestrichener Paketwagen der Reichspost in einen Gaswagen umgebaut wurde.

## Kommandant der Trawniki-Männer
Nach einer kurzen Dienstaufnahme im Vernichtungslager Treblinka wurde er im August 1942 ins Vernichtungslager Sobibor versetzt. In Sobibór war er mit unterschiedlichen Tätigkeiten im gesamten Lager befasst. Er wurde dort zum SS-Untersturmführer befördert und Kommandant der 90 bis 120 Trawniki-Männer als Nachfolger von Erich Lachmann, einem Alkoholiker, Dieb und geistig Minderbemittelten. Diese Männer, die das Lager bewachten, galten als schwer zu führen und unzuverlässig.
Bei der Arbeit im Lebensmitteldepot bereicherten sich SS-Männer, indem sie Gold und Edelsteine im Brot oder unter anderen Lebensmitteln herausschmuggelten. Der Kommandant tolerierte dies bei seinen SS-Männern, jedoch nicht bei Lagerinsassen und Trawniki-Männern. Der Lagerkommandant Franz Reichleitner übernahm in einem Fall die Aufklärung eines Diebstahls und ließ daraufhin drei Juden und zwei Trawniki-Männer im Lager IV vor versammelter Mannschaft von „einem Unterführer (vermutlich Graetschus) erschießen“.

### Tod von Graetschus
Graetschus spielte bei den Planungen des Untergrundkomitees zum „Aufstand im Lager von Sobibór“ auf Grund seiner Position eine Schlüsselrolle: Es sollten von den Bewaffneten zuerst als Kommandoführende der stellvertretende Lagerkommandant Johann Niemann und danach der Kommandant der Wachleute, Graetschus, getötet werden. Der Lagerhäftling Arkadij Wajspapir war vom militärischen Leiter des Untergrundkomitees Alexander Petscherski bestimmt worden, Graetschus auszuschalten. Als Graetschus in die Schneiderwerkstatt kam, probierte er eine Jacke an, die Schneider für ihn angefertigt hatten. Arkadij Wajspapir und der siebzehnjährige Yehuda Lerner hatten sich hinter einem Vorhang versteckt. Wajspapir kam nun heraus und ging an Graetschus vorbei, erweckte den Eindruck, dass er nach draußen wollte und schlug ihm mit der Beilschneide in den Kopf. Dieser Schlag ließ ihn lediglich taumeln, daraufhin kam Lerner aus dem Versteck und schlug ihm erneut mit einem Beil auf den Kopf. Graetschus ging tot zu Boden. Dessen Walther-Pistole nahm Wajspapir an sich. Die Leiche versteckten sie unter einem Kleiderhaufen. Der Vorarbeiter der Hutmacher, Chaskiel Menche, zog ein Messer hervor, stach auf den leblosen Körper von Graetschus ein und fiel daraufhin vor Aufregung in Ohnmacht. Kurz danach betrat  der Oberwachmann der Trawniki, der Ukrainer Rai Klatt, die Schneiderei. Er stieß gegen den Kleiderhaufen, unter dem Graetschus lag, bückte sich und fragte, was das sei. Wajspapir schlug ihm mit dem Beil auf den Kopf und Lerner schlug ebenso zu. Klatt fiel tot zu Boden, Lerner nahm dessen Pistole an sich. Sie meldeten dem militärischen Führer Alexander Petscherski, dass sie ihre Aufträge erledigt hätten.